# Бусово поле

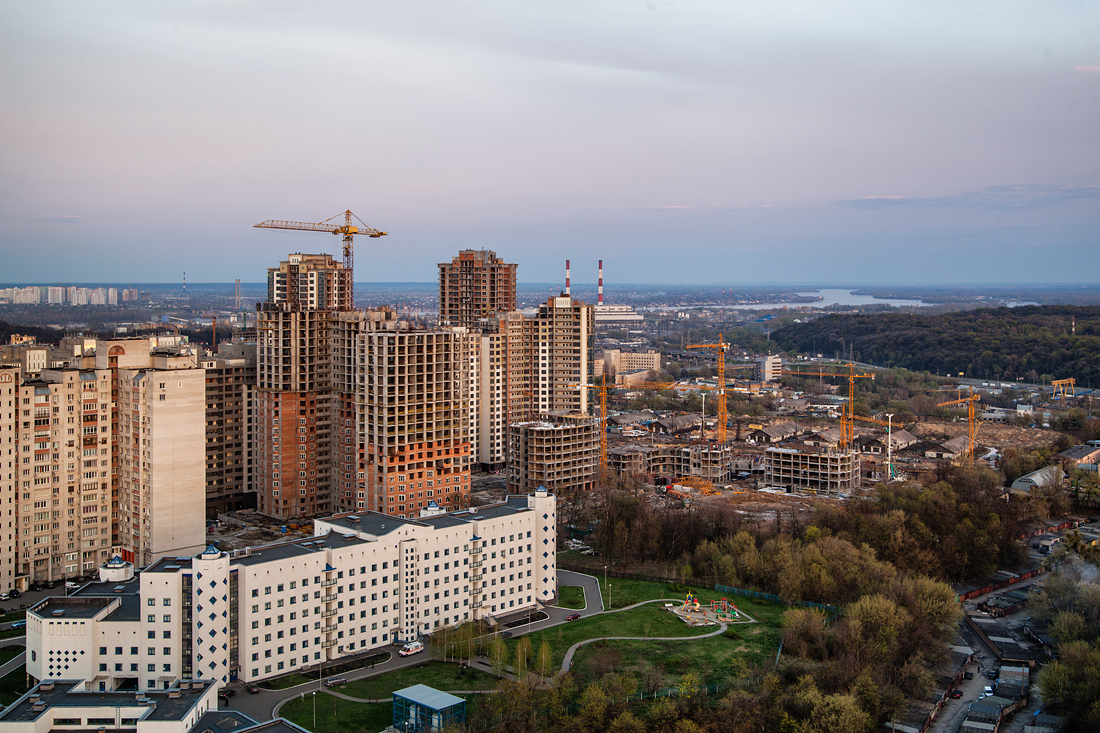
Строительство на Бусовом поле, 2012 г.

Бу́сово по́ле (Бусовая гора, Бусовица, Бусловка) (укр. Бусове поле, Бусова гора, Бусовиця, Буслівка) — историческая местность Киева, расположена в конечной части улиц Михаила Бойчука и Сапёрно-Слободской, Железнодорожного шоссе; Бусовая гора — между улицами Бойчука и Тимирязевской. Ручей Бусловка течёт через Бусово поле до речки Лыбедь, а со второй половины XX века взят в коллектор. Упоминается с XVIII столетия. На Бусовой горе пролегает улица Бусловская.

## Версии происхождения названия
Первая: от имени вождя одного из антских племён Буса (Божа), чьи укрепления тут находились в IV веке н. э. Бус упоминается в «Слове о полку Игореве».
Вторая: от древнеславянских слов «бус», «бусинец» — изморось, туман.
По преданию считалось, что на Бусовой горе легко бусать (пить) силу.